# Kazuki Terai
Kazuki Terai (japonès: 寺井一希)  (1985) és un ciclista japonès d'elit, considerat el millor d'aquell país dins l'esport del bicitrial. Ha estat cinc vegades Campió del món de biketrial (esdevenint, l'any 2009, el primer japonès a guanyar el mundial en categoria Elit) i deu vegades Campió del Japó. A banda, ostenta el rècord de victòries en proves japoneses de categoria Elit (amb un total de disset) i un rècord se salt de longitud. El seu pare, Kiyoshi Terai, ha estat president de la BJU (Biketrial Japan Union) durant més de nou anys.
Terai competeix en biketrial des que tenia 8 anys, gairebé sempre amb una Monty, i això l'ha obligat a desplaçar-se a Europa en quinze ocasions per a poder seguir el campionat. Com a pilot, destaca per la seva educació extrema, que fa que no protesti mai les decisions dels jutges de zona. Una altra característica seva és que no raspa mai les llandes de la bicicleta, com fa la majoria de practicants, ja que troba que així la bici frena massa. Actualment, amb la introducció dels frens de disc, ha decidit de muntar-ne de més petits perquè no frenin tant.
A 1 de gener de 2012

## Palmarès en biketrial
| Any   | C. del Món | C. del Món  | C. del Japó Elit | Títols |
| Any   | Elit       | Altres      | C. del Japó Elit | Títols |
| ----- | ---------- | ----------- | ---------------- | ------ |
| 1996  |            | 7è Benjamin |                  | -      |
| 1997  |            | 7è Benjamin |                  | -      |
| 1998  |            | 1r Minime   |                  | 1      |
| 1999  |            | 1r Minime   |                  | 1      |
| 2000  |            | 1r Cadet    | 1r               | 2      |
| 2001  |            | 1r Cadet    | 1r               | 2      |
| 2002  |            |             |                  | -      |
| 2003  | 3r         |             | 1r               | 1      |
| 2004  |            |             | 1r               | 1      |
| 2005  |            |             | 1r               | 1      |
| 2006  | 2n         |             | 1r               | 1      |
| 2007  |            |             | 1r               | 1      |
| 2008  |            |             | 1r               | 1      |
| 2009  | 1r         |             | 1r               | 2      |
| 2010  | 2n         |             | 1r               | 1      |
| 2011  | 2n         |             |                  | -      |
| Total | 1          | 4           | 10               | 15     |
|       | 5 mundials |             |                  |        |

## Rècords
- 17 victòries en proves japoneses de categoria Elit
- Salt de longitud sobre terra pla: 2,60 metres (assolit al Japó)[1]